# Giraldillo

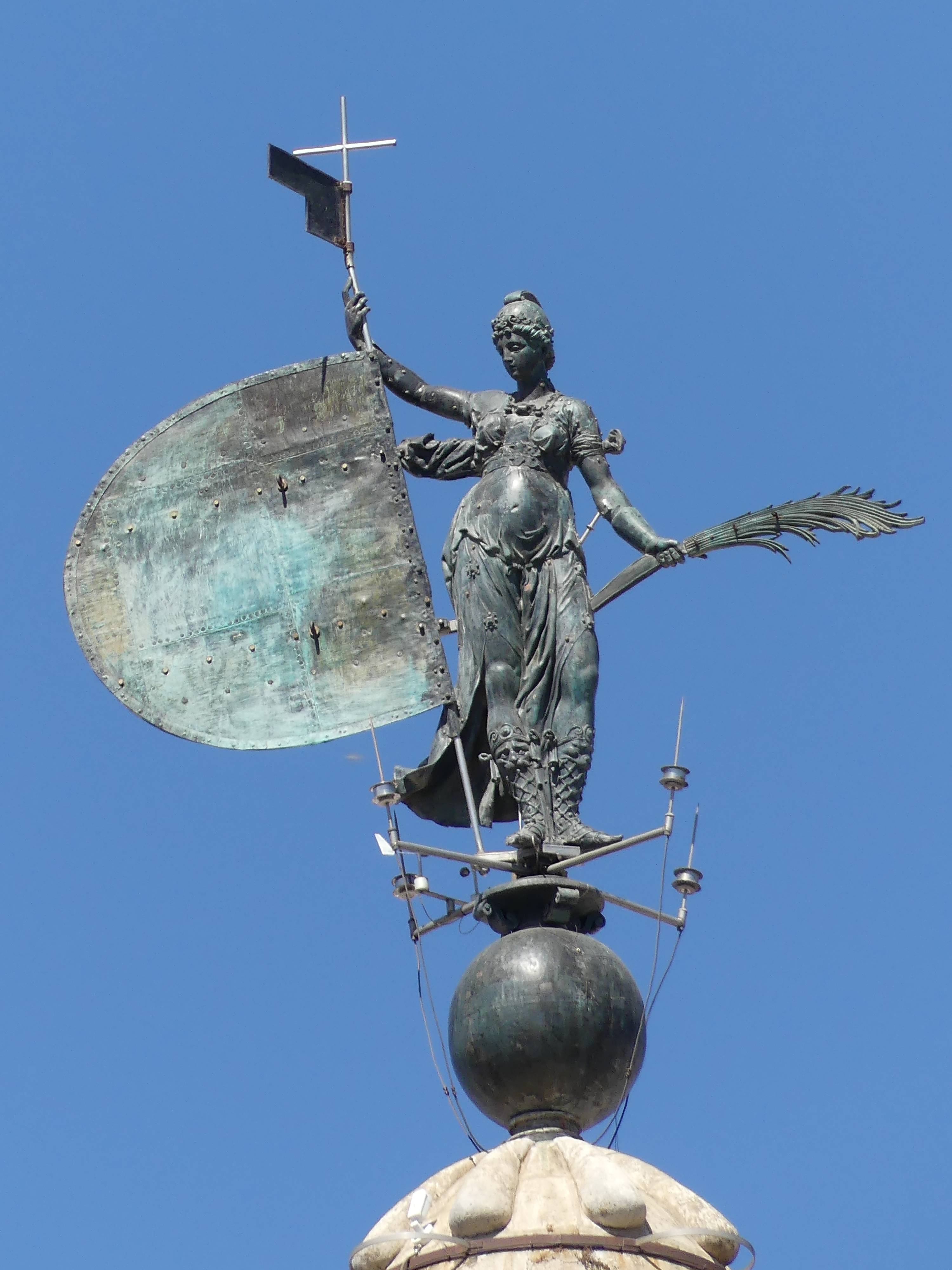
Veleta original del año 1568, conocida como el Giraldillo.

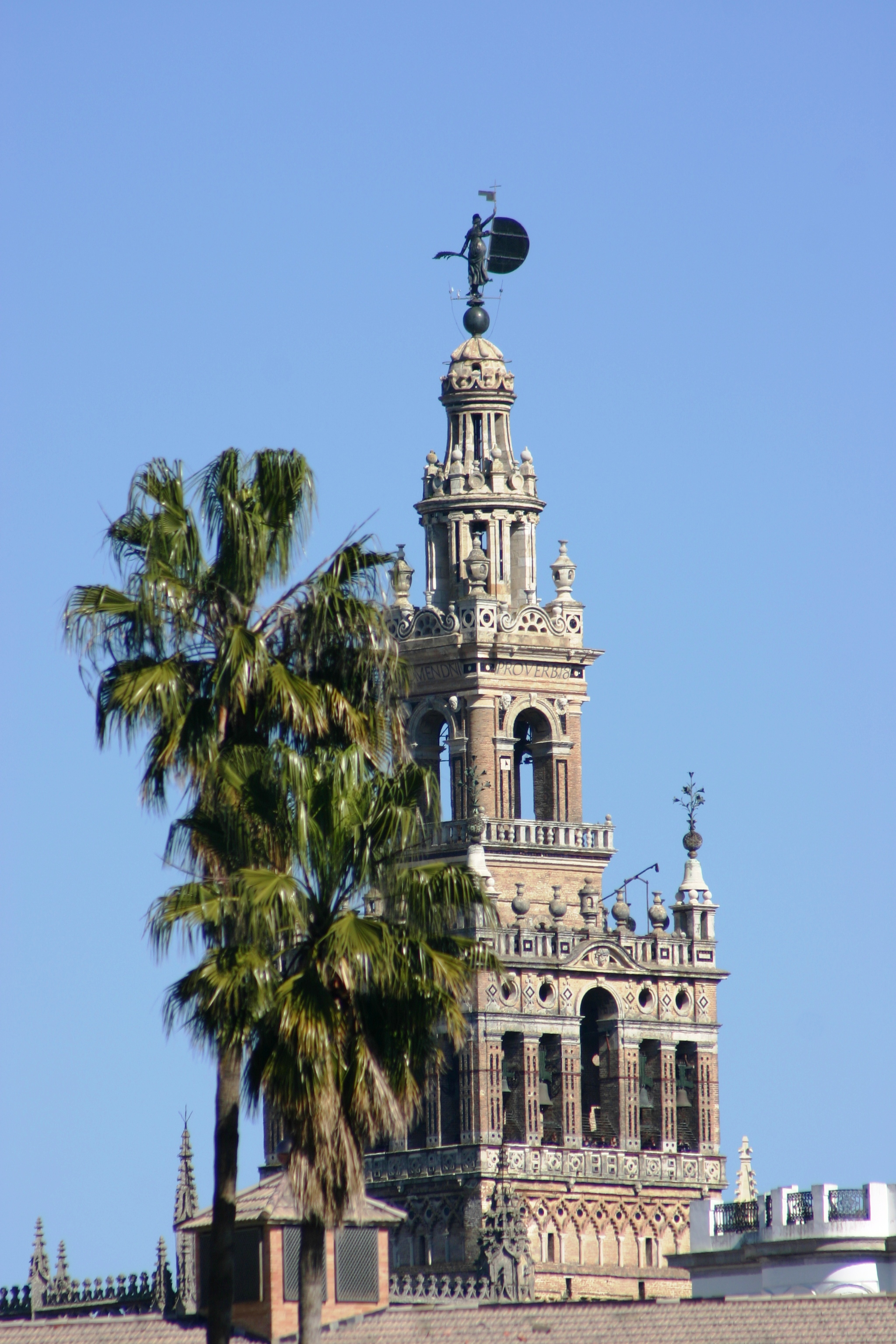
La parte superior de la Giralda, coronada por la estatua.

El Giraldillo es el nombre popular que recibe la escultura de forma femenina que corona la Giralda de Sevilla. Recibió los nombres de Fe, triunfo de la iglesia, Coloso de la fe victoriosa o Alegoría de la fortaleza de la Fe. Fue realizada en 1568 por Bartolomé Morel.

## Características
La figura cuenta con un gran escudo o lábaro que hace de veleta en la mano derecha y una palma en la mano izquierda. El escudo viene unido a una lanza que, en lo alto, tiene la cruz cristiana. La dama lleva un casco rodeado por una corona con doce flores de lis.
La estatua de bronce mide 3,47 metros de altura y solo el cuerpo de la estatua pesa 1,2 toneladas. Hace las veces de veleta y representa la Fe, culminando así las reformas arquitectónicas renacentistas que sufrió el minarete. Precisamente esta capacidad de girar según la dirección del viento hizo que se denominase a la figura como Giralda originalmente, palabra que terminó haciendo referencia a toda la torre.

## Diseño
El probable diseñador de la escultura fue Luis de Vargas, conocedor de los modelos italianos. Se cree que también pudo haber intervenido el arquitecto que estaba realizando obras en la Giralda, Hernán Ruiz el Joven. Y probablemente, también intervino el propio fundidor, Bartolomé Morel, que realizó la escultura en 1568. En cualquier caso, todos los nombrados, además de Vázquez el Viejo, ayudaron a introducir el manierismo romano en Andalucía.
Se ha propuesto también que el modelo habría estado inspirado en un grabado de Marco Antonio Raimondi de la Palas Atenea, que reproduciría un dibujo de Giulio Romano o Perin del Vaga.  El casco, aunque con penacho, es similar al de la Minerva que adorna el basamento del Perseo de Benvenuto Cellini, realizado entre 1545 y 1554. La cabeza de la escultura también guarda similitudes con la de Juno en una de las Quattro Fontane de Roma, fuentes colocadas entre 1589 y 1593.
La estatua también guarda semejanza con una mujer repleta de productos agrarios representada en una fuente de plata de Wenzel Jamnitzer de Núremberg, que actualmente se encuentra en el Museo de Artes Decorativas de Ámsterdam. Esta fuente formaba parte de un encargo de la ciudad de Núremberg. Antes de realizar la fuente realizó una escultura de la dama en madera que se encuentra en el Museo de Artes Decorativas (Kunstgewerbemuseum) de los Museos Estatales de Berlín. El proyecto era anterior a 1549.
Sin embargo, la primera obra con la que guardaría similitud es con una obra grecorromana que representara la mitología que en el Renacimiento se quiso recuperar. En este caso guarda similitud con la Fuente de Minerva que se encuentra en el tesoro de Hildesheimer, de la Fundación del Patrimonio Cultural Prusiano (Stiftung Preußischer Kulturbesitz). Esta obra data entre el año 50 antes y después de Cristo y es un gran plato con un relieve de Minerva.
De finales del siglo XVI hay otra figura que guarda ciertas similitudes. Esta es la estatua de Dafne que se encuentra en la Cámara Verde de las Colecciones Estatales de Arte de Dresde. En el escote, al igual que Dafne, la estatua tiene un ángel alado.
La corona que rodea el casco no se corresponde con las que se esculpían en el Renacimiento sino que más bien reproduce el estilo del último periodo del Medievo. Pueden encontrarse coronas similares, o parecidas, en la Virgen con el Niño del tesoro de la catedral de Aquisgrán, en el busto de posible origen zaragozano de Isabel la Católica del Castillo de Gaasbeek de Bruselas o en la escultura de San Luis de los Franceses del pórtico de la capilla de Quinze-Vingts de París. Las joyas de las piernas son abstracciones de las joyas empleadas en la joyería española en la segunda mitad del siglo XVI, pero que no aparecen pintadas en la urbe hasta la primera mitad del siglo XVII con cuadros como la Virgen de las Cuevas de Zurbarán, realizada por el pintor para la sacristía del monasterio cartujano de Santa María de las Cuevas, aunque actualmente se encuentra en el Museo de Bellas Artes de Sevilla.
Joris Hoefnagel en su panorámica de la ciudad, dibujada en 1573, la representa tomándose licencias. En esta representación la escultura guarda ciertas diferencias con la original, porque, aunque Hoefnagel no tuvo ocasión de ver la estatua terminada, debió de tener algunas nociones de su forma. Sin embargo, la escultura siempre estuvo correctamente representada en todas las panorámicas dibujadas de la ciudad hispalense durante el Siglo de Oro.
La estatua se encuentra sobre una gran bola de bronce que fue abonada al funidor Bartolomé Morel en 1566. La estatua fue colocada en ese lugar en agosto de 1568. En septiembre de 1568 Antón Pérez realizó labores de dorado y pintura en la estatua. En octubre se colocó en la torre una lápida conmemorativa de la terminación de las obras redactada por el canónigo Pacheco.

## Influencia y reproducciones
El remate del campanario de la Iglesia de San Antón del municipio vasco de Bilbao fue realizado en el siglo XVIII. Fue trazado por Juan de Iturburu. La obra fue concluida en 1775 con la colocación de una alegoría de la Fe realizada por el montañés Gerónimo de Argos. A esta escultura también se le ha llamado Giraldillo.
El diseño de la Giralda ha sido reproducido o ha inspirado numerosos edificios en ciudades españolas, estadounidenses, hispanoamericanas y europeas, sin embargo el único que posee una réplica más o menos exacta del Giraldillo es la Giralda de Kansas City. Otros edificios inspirados en la Giralda carecen de Giraldillo y las réplicas más fidedignas de la torre, como la de Badajoz, poseen esculturas con un diseño diferente. Particularmente interesante es el caso de la Giralda de Nueva York, que existió entre 1890 y 1925, y que fue coronada por una estatua de la diosa Diana con un arco, realizada por Augustus Saint-Gaudens. Esta estatua está ahora en el Museo de Arte de Filadelfia. El 12 de octubre de 2019 se inauguró una réplica de esta Diana en el Muelle de Nueva York de Sevilla.
Existe también una reproducción a menor escala del Giraldillo, llamada Giraldilla, en suelo cubano, realizada en 1632 por Jerónimo González. Esta coronaba la torre del campanario del castillo de la Real Fuerza en La Habana. En la actualidad, la Giraldilla se conserva en el Museo de La Habana, en el antiguo Palacio de los Capitanes Generales, para protegerla del deterioro y en el castillo hay una réplica. Esta Giraldilla representa a doña Isabel de Bobadilla, esposa de Hernando de Soto, que exploró la Florida y fue la primera gobernadora de la isla.
La Giraldilla de Cuba ha inspirado el logotipo de la marca de ron Havana Club.

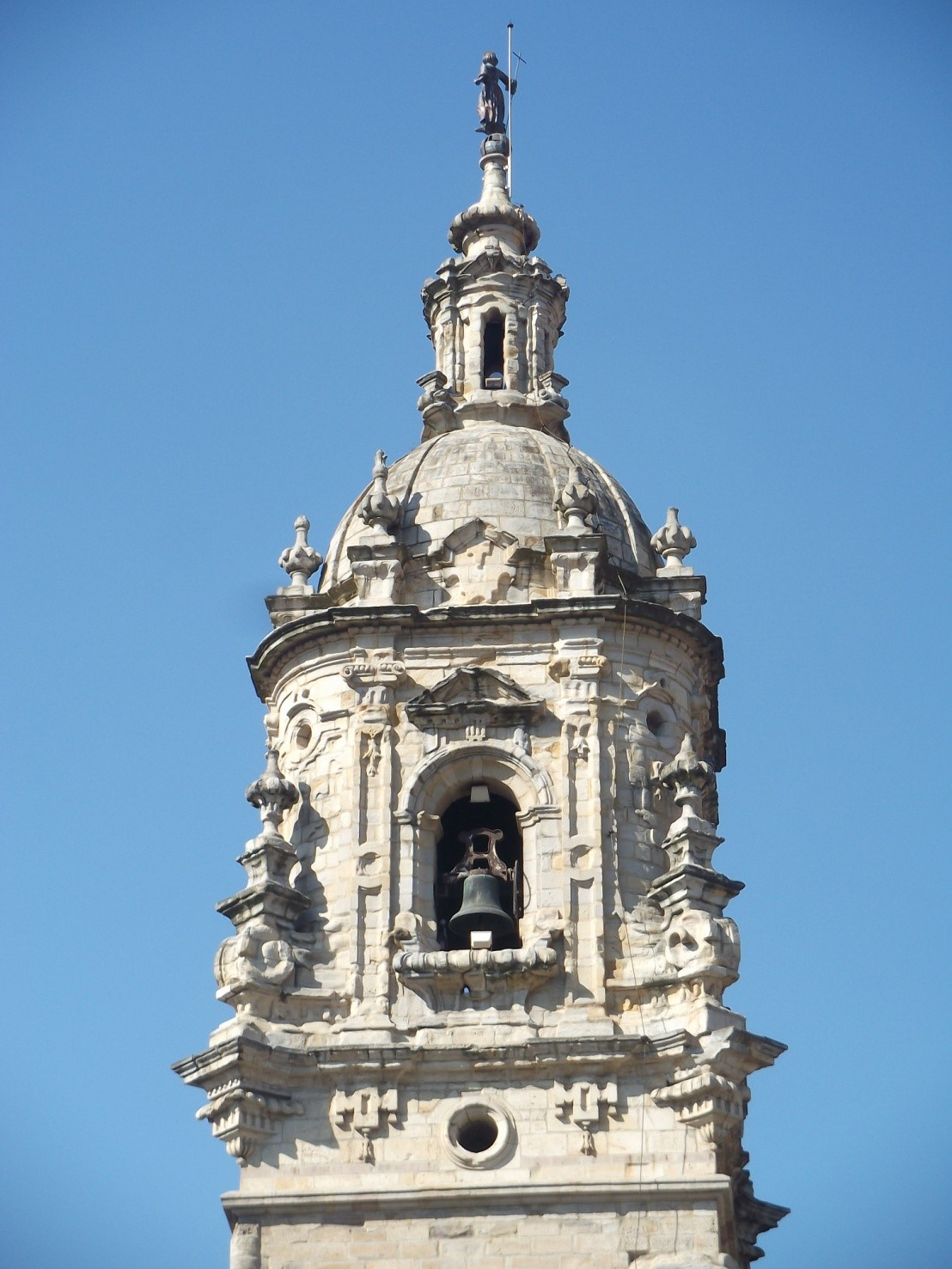
Remate de la torre de la Iglesia de San Antón de Bilbao, con otro Giraldillo
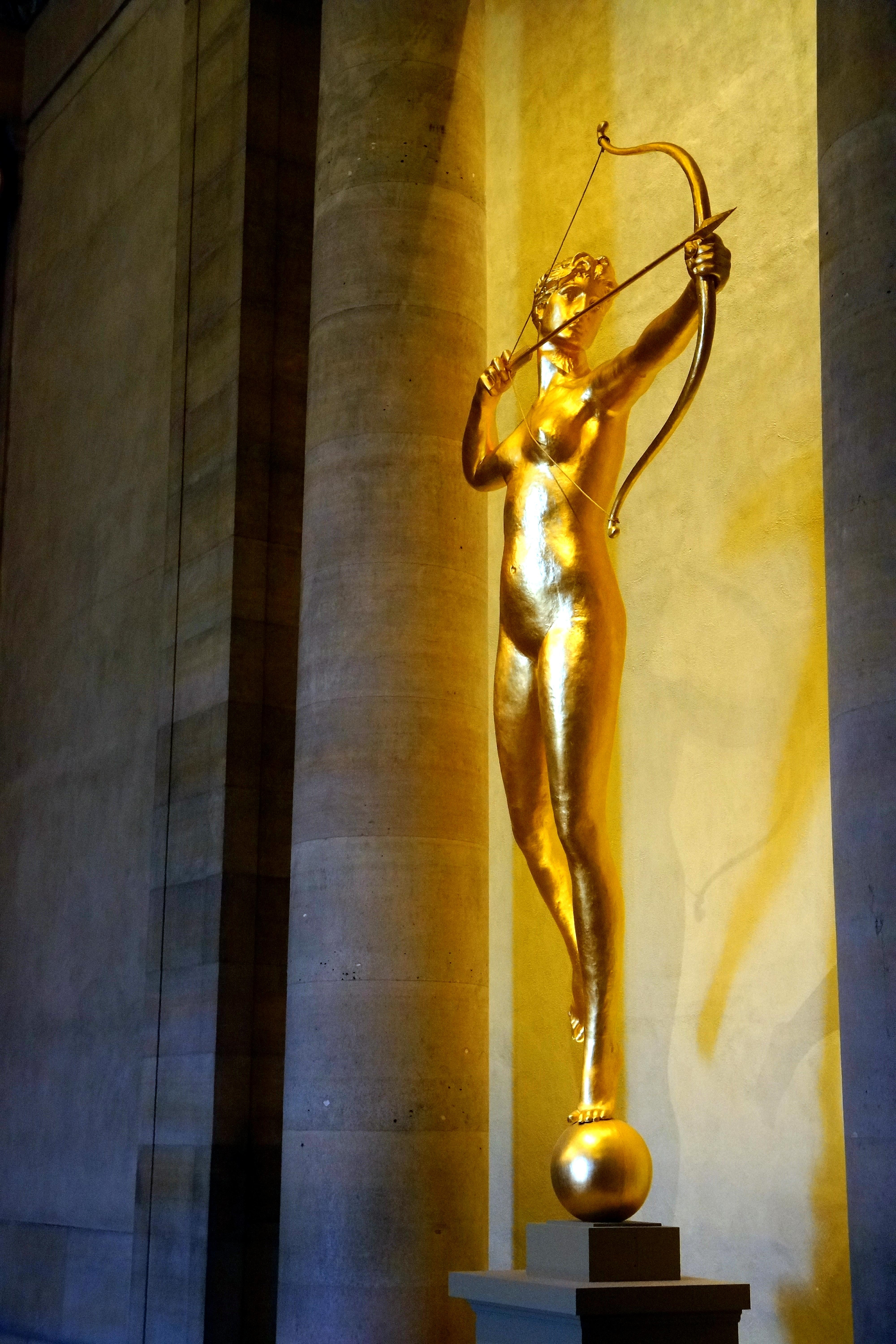
La estatua de Diana que estuvo sobre la Giralda del segundo Madison Square Garden de Nueva York en el Museo de Arte de Filadelfia
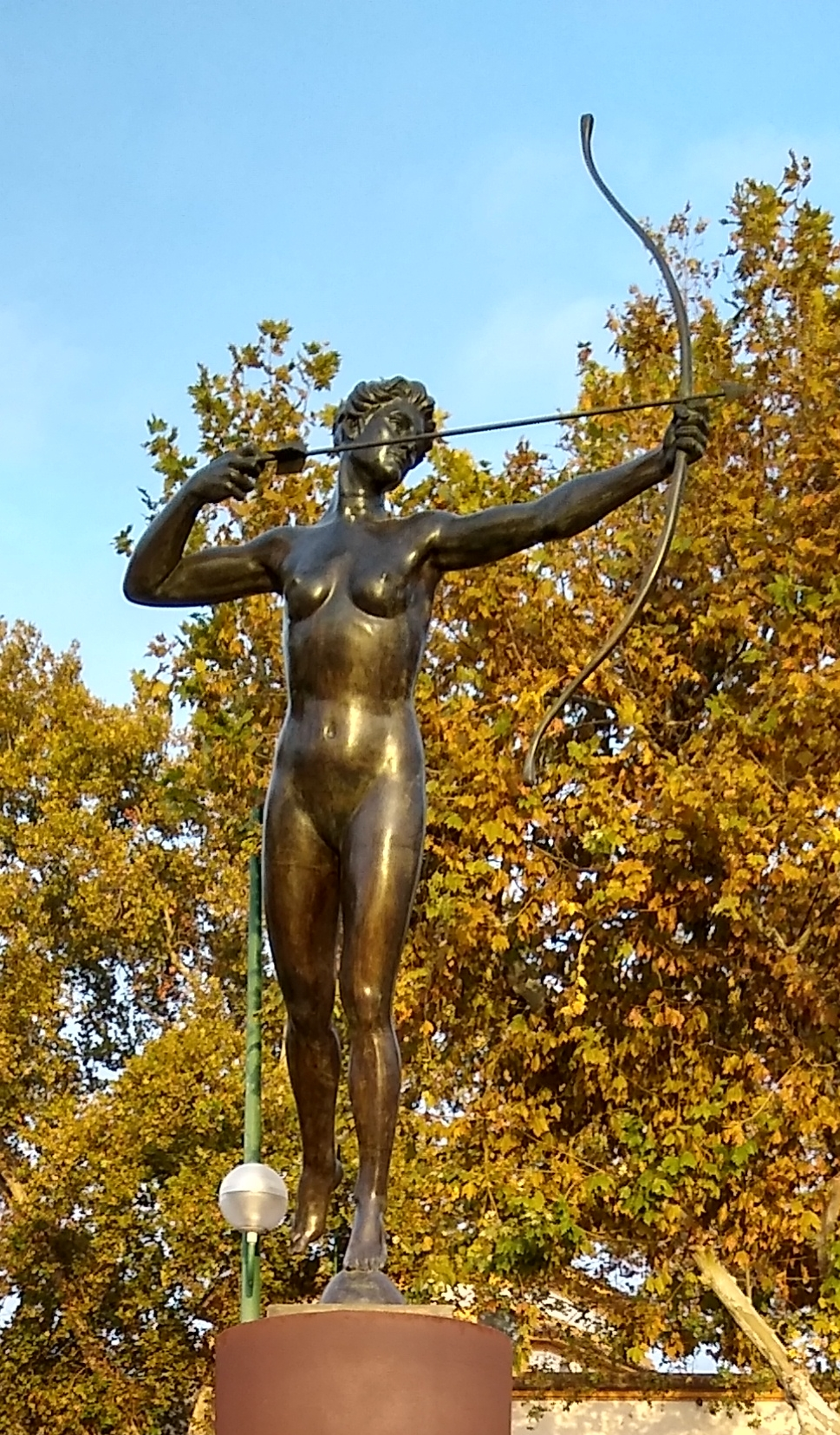
Réplica de la Diana del Museo de Arte de Filadelfia en el Muelle de Nueva York de Sevilla
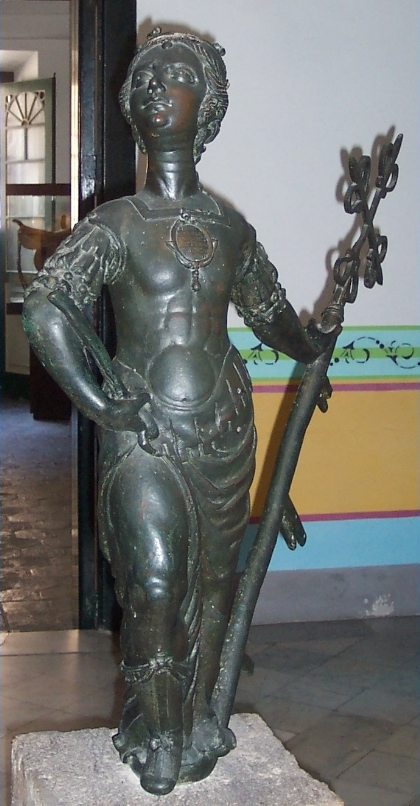
La Giraldilla conservada en el Museo de La Habana
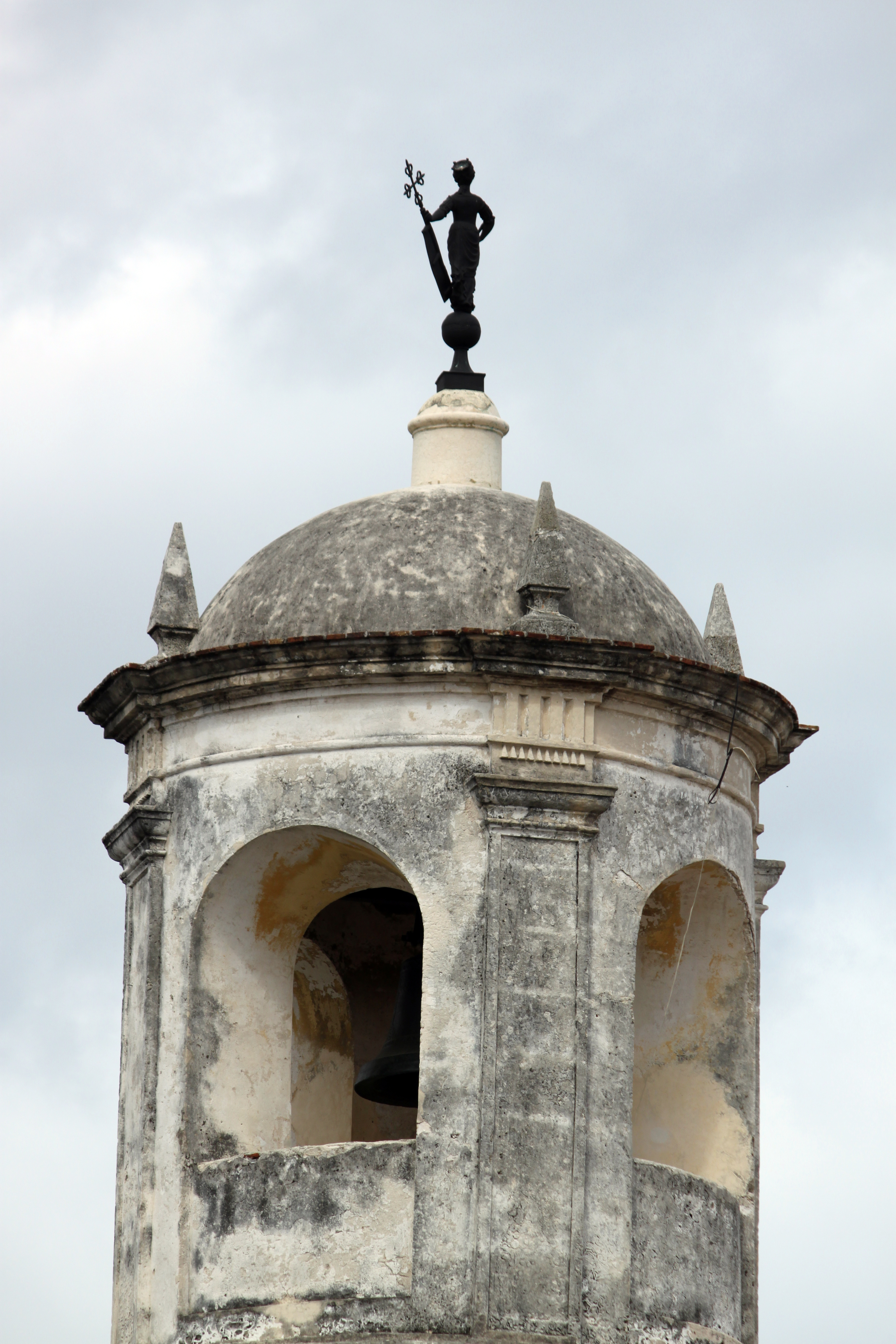
La réplica de la Giraldilla en el castillo de la Real Fuerza de La Habana

## Restauraciones y réplicas del original
Al Giraldillo se le han acometido varias restauraciones a lo largo de su historia. En 1592 un fuerte viento torció el perno y el 18 de septiembre se sacó el vástago, se bajó y se llevó al colegio de San Miguel, donde fue enderezado por Juan Barba. El brazalete del brazo izquierdo del Giraldillo pone "CGISOPSTEADSTRO. AÑO 1684" y se cree que puede ser una réplica de otro brazalete dañado por el viento en 1683. En 1684 consta que Miguel Parrilla doró y barnizó el Giraldillo, aunque esa pátina no se conserva. En 1751 Basilio Cortés doró la bola de debajo, y esto es recordado con una inscripción en dicha bola que dice "Se doró el año de / 1751 por el director don Basº Co". En 1770 el arquitecto Manuel Núñez montó un andamio de madera en torno a la estatua. En esa restauración se reforzó el interior con barras de hierro, el primitivo lábaro se sustituyó por otro de chapa de cobre de menor peso y se repararon las fisuras de la escultura. Además se añadieron algunos elementos rococós, que aún se conservan. En 1842, tal y como dice una inscripción en ese lugar, se reparó la cúpula donde se encuentra el Giraldillo, que probablemente fue dañada por un vendaval. En 1886 se reparó el vástago de la veleta, aunque en esta ocasión no hubo inscripción sobre eso.
En 1980 el Ministerio de Cultura acometió una restauración dirigida por Alfonso Jiménez Martín y José María Cabeza Méndez.

#### Reproducción en poliéster de 1981
En 1981 los escultores Antonio García Romero, Rosario Martínez Lorente, Isaac Navarrete y Blanca Guillén Arriaga realizaron un molde de con barro, escayola y estopa de la figura original. Este molde tenía 17 piezas. Posteriormente realizaron un vaciado de silicona. El siguiente paso se realizó en la Escuela de Arquitectura de la Universidad de Sevilla, donde hicieron una copia de poliéster con la que se pudo lograr una apariencia y una textura similar.

#### Reproducción en bronce de 1998

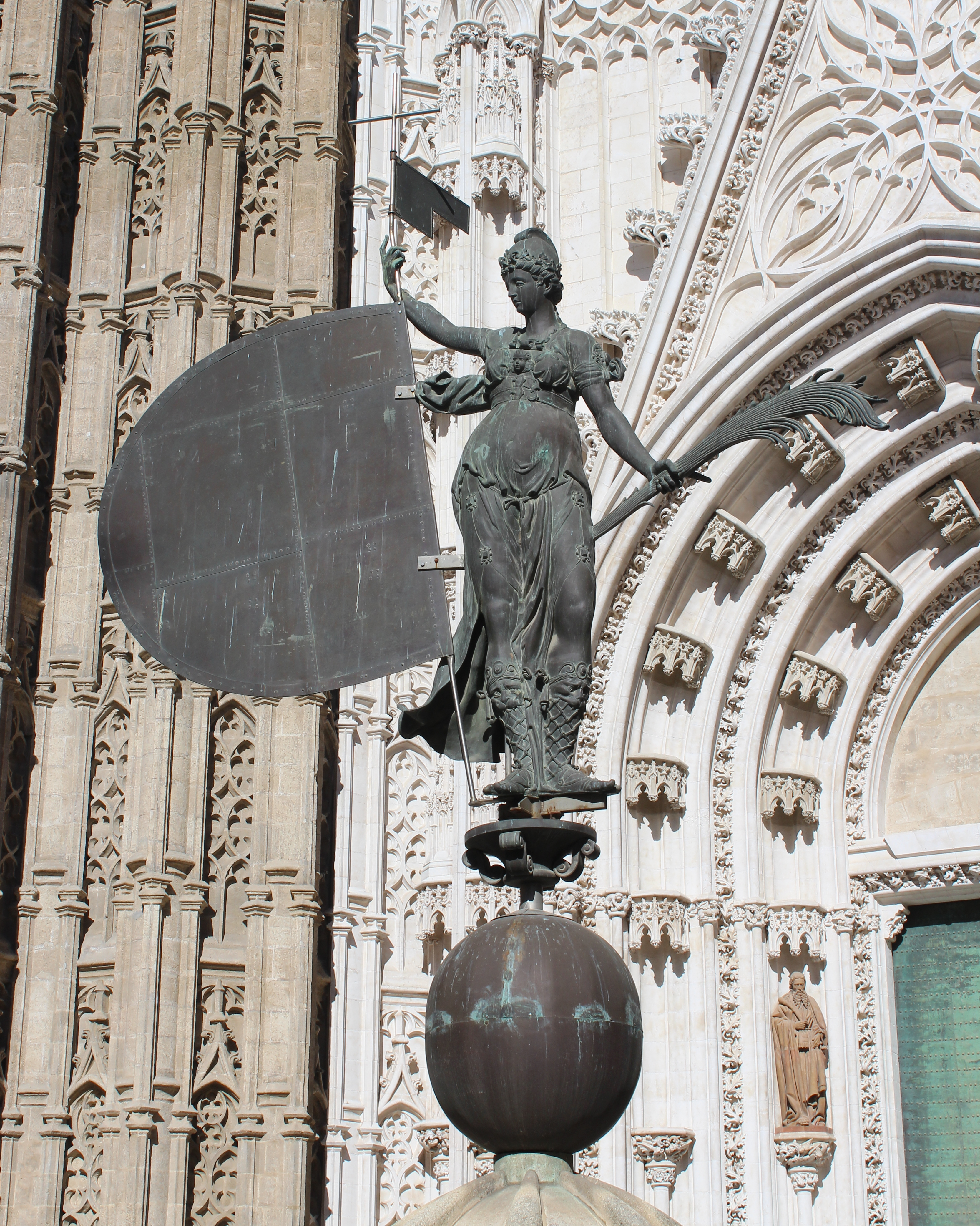
Réplica de bronce de 1998 frente a la puerta del Príncipe de la catedral de Sevilla.

Entre 1997 y 2003 tuvo lugar una restauración en profundidad por parte de la Consejería de Cultura de la Junta de Andalucía a través del Instituto Andaluz de Patrimonio Histórico (IAPH) La reparación se hizo en el taller Astarté de D. Idelfonso V. Cepeda Fuentes y bajo la supervisión del Catedrático de Bellas Artes de la Universidad de Sevilla D. Jaime Gil Arévalo. El coste total de la restauración fue de 720.000 euros. En 1997 el original fue bajado y en 1998 se realizó una copia en bronce. Para la copia en bronce intervinieron la fundición Codina (Madrid), los talleres Albarrán de Manzanilla (Huelva) y los talleres Juan Alsonso (Madrid). También participaron los escultores José Antonio Márquez Pérez y Francisco Parra García y los ingenieros técnicos Rafael López Palanco, Vicente Puchol, Ángel Dilla Martínez y Aniceto Mimbrero. La copia en bronce sirvió a partir de 1999 para sustituir temporalmente al original mientras era restaurado.
El proceso de restauración del original culminó en 2003, con un coste de 600.000 euros. Tras estar expuesto en las Reales Atarazanas se devolvió a su lugar en julio de 2005. El descenso de la copia y la subida del original costaron 116.000 euros. Hubo cierta disparidad entre quienes pensaron que lo mejor era  dejar la copia en la torre. La réplica de bronce se situó frente a la puerta del Príncipe de la catedral, donde continúa.

## En la cultura popular
La estatua llamó la atención de Miguel de Cervantes Saavedra que, como otros escritores de la época, como Mateo Alemán o Lope de Vega, pasó largas temporadas en la urbe. En el capítulo 14 de la «Segunda parte del ingenioso caballero don Quijote de la Mancha» (1615) oye de un ‘colega’ de aventuras, el Caballero del Bosque, las solicitudes que recibía de su amada Casildea de Vandalia que debía cumplimentar para ser meritorio de su amor:

Una vez me mandó que fuese a desafiar a aquella famosa giganta de Sevilla llamada la Giralda, que es tan valiente y fuerte como hecha de bronce, y, sin mudarse de un lugar, es la más movible y voltaria mujer del mundo. Llegué, vila, y vencíla, y hícela estar queda y a raya, porque en más de una semana no soplaron sino vientos nortes. Vez también hubo que me mandó fuese a tomar en peso las antiguas piedras de los valientes Toros de Guisando, empresa más para encomendarse a ganapanes que a caballeros. Otra vez me mandó que me precipitase y sumiese en la sima de Cabra, peligro inaudito y temeroso, y que le trujese particular relación de lo que en aquella escura profundidad se encierra. Detuve el movimiento a la Giralda, pesé los Toros de Guisando, despeñéme en la sima y saqué a luz lo escondido de su abismo, y mis esperanzas, muertas que muertas, y sus mandamientos y desdenes, vivos que vivos.

La mascota del Mundial de Atletismo de 1999, celebrado en Sevilla, fue una versión animada llamada Giraldilla.
La escultura ha servido también para dos galardones. El Giraldillo da nombre a un prestigioso premio honorífico que se concede en la ciudad en el mundo del flamenco y recibe un Giraldillo de Oro el largometraje que resulta triunfador del Festival de Cine Europeo de Sevilla.
Es también el nombre que recibe una revista de eventos culturales de la ciudad, fundada en 1984.